# Franz Gepperth
Franz Gepperth (* 25. September 1912 in Grafendorf in Südmähren; † 27. September 1963 in Vaihingen an der Enz) war ein deutscher Politiker für die Gesamtdeutsche Partei und Volkstumspfleger.
Franz Gepperth beantragte am 31. Januar 1939 die Aufnahme in die NSDAP und wurde rückwirkend zum 1. November 1938 aufgenommen (Mitgliedsnummer 6.441.409). Er kam nach dem Zweiten Weltkrieg als Heimatvertriebener aus dem Sudetengau 1945 nach Baden-Württemberg, wurde in Mühlacker-Enzberg ansässig und war als Betriebsleiter und Redakteur berufstätig. Er war seit 1954 Mitglied des Gemeinderates sowie des Kreistages Vaihingen an der Enz und war zunächst Mitglied des GB/BHE.
Durch die Fusion der Vertriebenenpartei mit der Deutschen Partei wurde er Mitglied des Fusionsprodukts Gesamtdeutsche Partei und war Mitbegründer des Bundes der Vertriebenen und deren Kreis- und Ortsvorsitzender und Volkstumpfleger für Südmähren. Franz Gepperth wurde Träger des goldenen Ehrenzeichen des Südmährischen Landschaftsrates.
Am 25. Juni 1963 rückte er für den verstorbenen Abgeordneten Eduard Fiedler im Wahlkreis Leonberg in den Landtag Baden-Württemberg nach, dem er bis zu seinem Tode nur zwei Monate später angehörte.